# ギジツコ
ギジツコ（ポーランド語: Giżycko、ドイツ語: Lötzen（[ˈlœt͜sn̩, ˈløːt͜sn̩] ( 音声ファイル) レッツェン）、リトアニア語: Lėcius（レーシウス）、旧称レツ (Lec)）は、ポーランド北東部のヴァルミア＝マズールィ県（旧 スワウキ県）に位置する町。人口は2021年の時点で2万8597人。ギジツコ郡の郡庁所在地である。

## 歴史
1340年にドイツ騎士団がマズールィ地方の湖に挟まれた地峡に城を築き、レッツェン（ポーランド語ではレツ）と名づけた。レッツェンはバルガ郡に属し、近くの入植地も紋章や印章の制定権を含んだ町権を取得し、1612年には全域がプロシア公領に入った。
伝説によると、聖人クヴェーアフルトのブルーノは1009年にスドヴィア人によってニェゴツィン湖で殺された。これを記念して、1909年には十字架がギジツコ近郊に建立された。
1701年にプロイセン王国となり、1773年には東プロイセンの一部となった。1709年から1710年にかけてペストが流行し、800人が犠牲となった。生き残った住民はたったの119人だった。19世紀にはカルル・フリードリッヒ・シンケルの設計によるルーテル教会が町の中心部に建てられた。1871年にドイツ統一でドイツ帝国に入った。
1844年から1848年にかけ、マムリー湖（マウアセー湖）とニェゴツィン湖（レヴェンティンセー湖）の間の土地に要塞が築かれ、プロイセンのヘルマン・フォン・ボイエン軍事相にちなみボイエン要塞と名づけられた。19世紀中は最大で、かつ最も設備の整った要塞であった。1942年から1945年にかけてはラインハルト・ゲーレンの指揮下でドイツ軍事インテリジェンス・サービスの本部が置かれた。
ヴェルサイユ条約締結を受けて1920年7月11日に国際連盟の監視下で実施された東プロイセン国民投票では、99.97%（2万9378票）がドイツ残留を希望し、0.03%（9票）がポーランド移管を求めた。
1930年代、レッツェンにはケーニヒスベルク（現 カリーニングラード）に本部を置いた軍事1区の支部があり、軍事部隊が何隊か駐屯した。総統大本営「ヴォルフスシャンツェ」や陸軍総司令部もレッツェン近郊に置かれ、職員、工兵、警備兵が駐在した。今もギジツコの北およそ10kmのマウアーヴァルト地域に陸軍総司令部の掩体壕が残されている。
第二次世界大戦末期の1945年にソ連の赤軍に占領され、戦後ポーランドに組み込まれた。戦時中も留まったドイツ人は西に追放された。19世紀に東プロイセン南部で福音派ルーテル教会の牧師を務め、ポーランド語とポーランド文化を支えたマズーリ人民俗学者のグスタフ・ギゼヴィウシュにちなみ、1946年にギジツコと改称された。

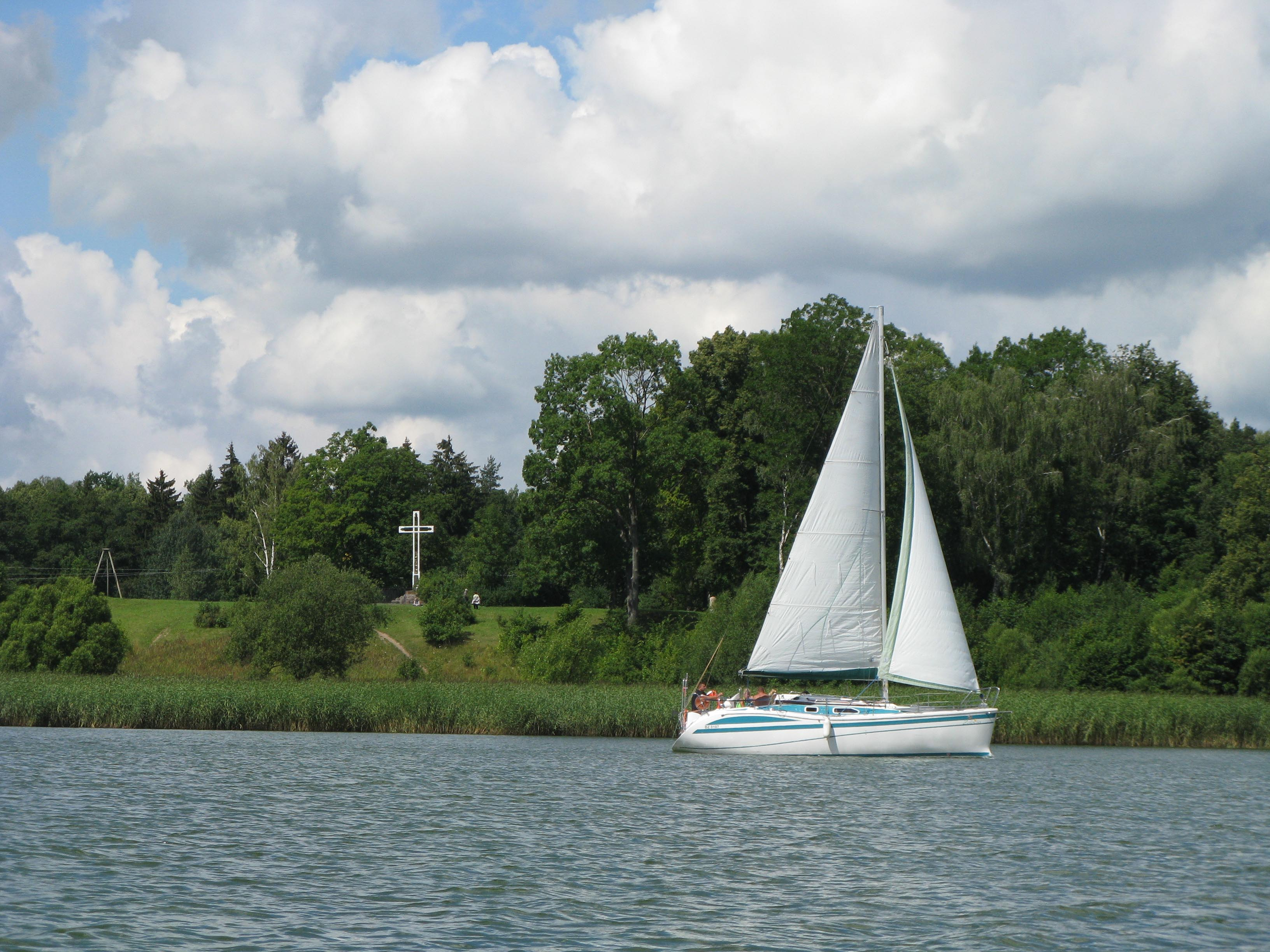
クヴェーアフルトのブルーノの丘と十字架。ニェゴツィン湖から
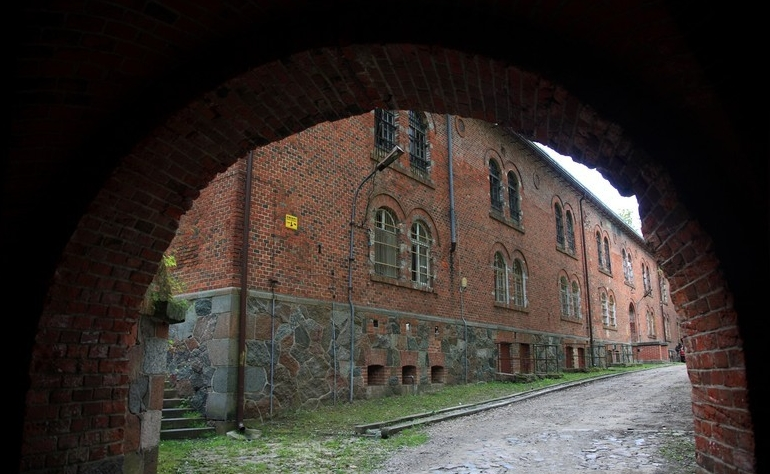
ボイエン要塞
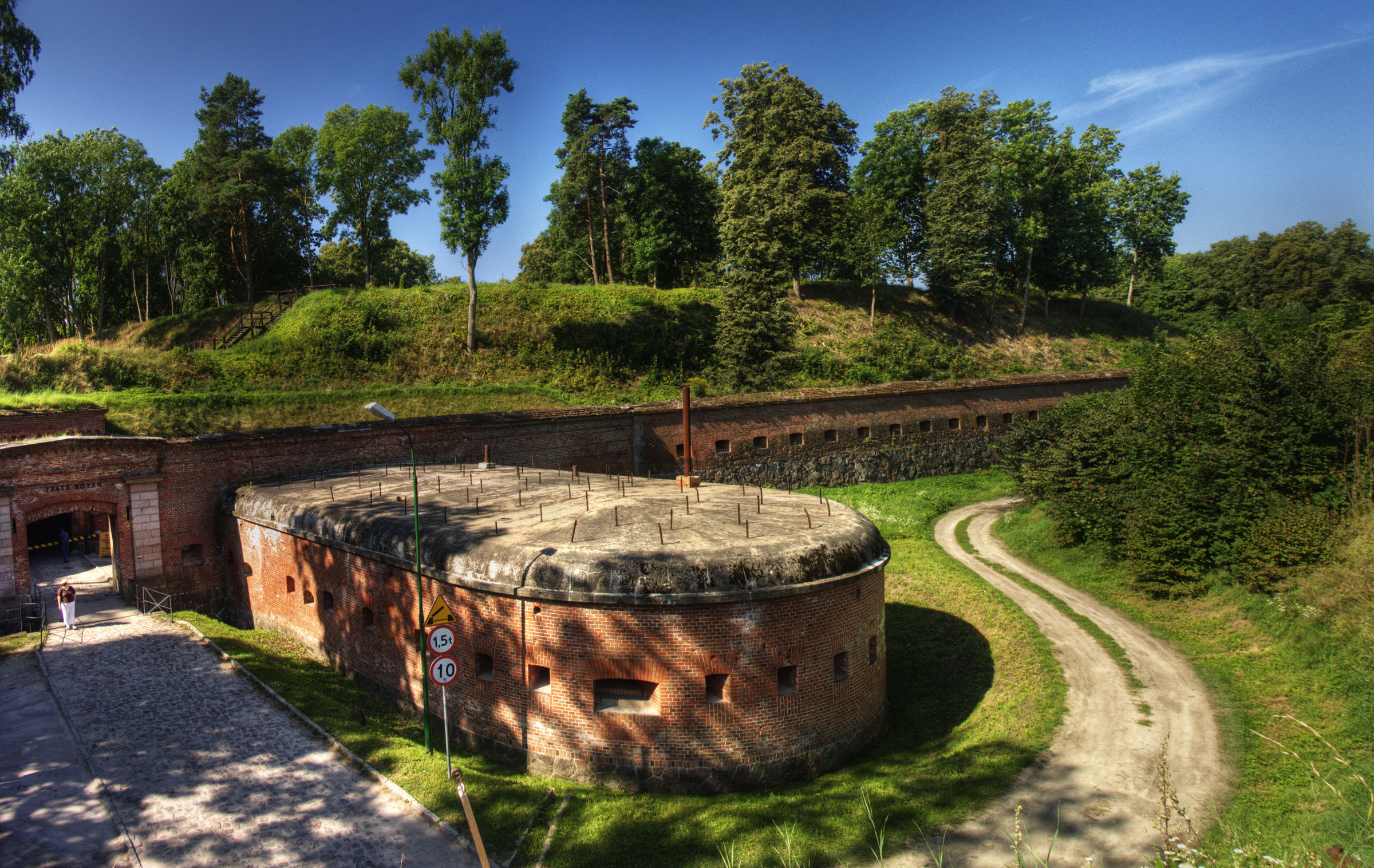
ボイエン要塞

## ゆかりの人物
- フリッツ・ミルカウ（1838年-1918年） 文献収集家
- アダルベルト・フォン・ヴィンクラー（1838年-1918年、ポーランド名：ヴォイツェフ・ケントジニンスキ） ドイツの血を引くポーランド活動家
- ルドルフ・ナドルニー（1873年-1953年） 外交官
- フランツ・フェンメルト（1879年-1954年） 出版業者
- ホルスト・ガーラッヒ（1919年-1990年） ドイツ連邦議会、欧州議会議員
- ロタル・ガル（1936年-） 歴史家
- ヤン・ブウハク（1876年-1950年） ポーランド写真界のパイオニア
- マリア・パクルニス 女優
- マテウシュ・クシュニェレヴィチュ 町長、ポーランド・バンディ連盟総裁[5]

## 姉妹都市
- ドゥブノ（ウクライナ）
- クヴェーアフルト（ドイツ）
- ノイミュンスター（ドイツ）
- シルケボー（デンマーク）
- トラカイ（リトアニア）
- スタラホヴィツェ（ポーランド）